# Vodeane, Verhnodniprovsk
Vodeane (în ucraineană Водяне) este localitatea de reședință a comunei Vodeane din raionul Verhnodniprovsk, regiunea Dnipropetrovsk, Ucraina.

## Demografie
Componența lingvistică a localității Vodeane
     Ucraineană (96,54%)
     Rusă (3,46%)
Conform recensământului din 2001, majoritatea populației localității Vodeane era vorbitoare de ucraineană (96,54%), existând în minoritate și vorbitori de rusă (3,46%).